# Zachary Chicos
Zachary „Zach“ Chicos ist ein US-amerikanischer Schauspieler.

## Leben
Chicos debütierte 2017 in einer Nebenrolle im Film Gangster Land als Schauspieler. 2019 hatte er eine Nebenrolle im Spielfilm Le Mans 66 – Gegen jede Chance inne. 2020 stellte er Episodenrollen unter anderen in den Fernsehserien McMillions, Ruf der Wildnis, Westworld, Perry Mason und Holzer Files – Chroniken eines Geisterjägers dar. Im selben Jahr spielte er außerdem die größere Rolle des Turgenev im Katastrophenfilm Asteroid-a-Geddon – Der Untergang naht. 2021 wirkte er in zwei Episoden der Fernsehserie Nova Vita in der Rolle des Cyber Spy mit. 2022 wurde der Charakter Pontius Pilate im Film Journey to Hell mit ihm besetzt.

## Filmografie (Auswahl)
- 2017: Gangster Land (In the Absence of Good Men)
- 2018: Time Travelers (Kurzfilm)
- 2018: In the Air (Kurzfilm)
- 2018: The Annunciation
- 2019: The Outsider
- 2019: CollegeHumor Originals (Fernsehserie)
- 2019: Buried in the Backyard – Mord verjährt nicht (Buried in the Backyard, Fernsehdokuserie, 2 Episoden, verschiedene Rollen)
- 2019: Le Mans 66 – Gegen jede Chance (Ford v Ferrari)
- 2019: Into the Dark (Fernsehserie, Episode 1x12)
- 2019: Paradise City
- 2019: Swipe Right, Run Left (Fernsehfilm)
- 2020: McMillions (Miniserie, Episode 1x01)
- 2020: Stranger Among Us (Fernsehserie, 2 Episoden)
- 2020: Ruf der Wildnis (The Call of the Wild)
- 2020: Into the Arms of Danger (Fernsehfilm)
- 2020: Westworld (Fernsehserie, Episode 3x02)
- 2020: Perry Mason (Fernsehserie, Episode 1x05)
- 2020: Asteroid-a-Geddon – Der Untergang naht (Asteroid-a-Geddon)
- 2020: Holzer Files – Chroniken eines Geisterjägers (The Holzer Files, Fernsehserie, Episode 2x01)
- 2020: Mank
- 2020: Murder in the Heartland (Fernsehdokuserie, Episode 3x03)
- 2021: Cypher (Fernsehserie, Episode 1x06)
- 2021: Wild West Chronicles (Fernsehserie, Episode 1x06)
- 2021: Nova Vita (Fernsehserie, 2 Episoden)
- 2021: Licorice Pizza
- 2022: Butter
- 2022: The Devil You Know
- 2022: Lockdown
- 2022: Journey to Hell